# Argenbach (Bregenzer Ach)
Der Argenbach, auch die Argen genannt, ist ein kleineres Nebengewässer der Bregenzer Ach im Bregenzerwald in Vorarlberg. Sein Tal ist das Damülser Tal.

## Name
Der Fluss wird 839 erstmals als ad Argunam schriftlich erwähnt. Er bedeutete ursprünglich 'hell, glänzend, (blitz)schnell'.

## Geographie

### Lauf und Landschaft
Der Argenbach entsteht aus Krumbach und Oberdamülserbach unterhalb von Damüls. Oberdamülserbach und Argenbach bilden ein Kerbtal, das in West-Ost-Richtung streichende Damülser Tal, zwischen den Damülser Bergen und der Kanisfluh im Norden und Glatthorn und Zitterklapfengruppe im Süden. In seinem Verlauf ist der Argenbach tief eingeschnitten und weitgehend naturbelassen. Gegen Ende des Tals, zwischen den Orten Argenfall und Argen, verengt er sich zu einer Klamm, Argenfall oder Argenschlucht genannt, tritt bei Argenzipfel in die Talniederung der Bregenzerach im Au-Rehmener Talkessel und mündet dann nach etwa 7 km in Au.
Die Gemeinde Damüls liegt vollständig nördlich des Baches, die Südseite ist Gemeindegebiet von Fontanella, Oberdamülserbach und Argenbach bilden die Gemeindegrenze. Das Tal ist durch das Skigebiet Faschina–Damüls–Mellau touristisch erschlossen.

### Nebengewässer
Das Damülsertal ist von wilden, natürlichen Tobelbächen geprägt und zeigt viele Kleinstgewässer.
Quellbäche
- Oberdamülserbach, auch Brägatzbach[3] oder Bregetzbach[4] genannt: Der kleine Bach kommt von Norden von der Oberdamülser Alpe am Fuß des Portlahorns, passiert den flachen Sattel von Oberdamüls (in den Ladritschtobel), und ist etwa 4 km lang. Er fließt durch den Ort Damüls.
- Krumbach: Kommt aus dem Talkessel der Ugaalpe an der Damülser Mittagsspitze. Er entspringt unterhalb des Ragazer Blanken und ist etwa 5 km lang.

Die beiden Bäche kommen aus dem Skigebiet (Damüls–Ugaalpe) und Alpgebiet, bilden aber eine Reihe interessanter Moor- und Feuchtbiotope heraus.
Zuflüsse
- Laubenbach und Eventobelbach rechts vom Glatthorn
- Laubenbach (Geißtobel) links vom Gungern
- Afintobelbach rechts von Zafernhorn, Blasenke und Hochschere
- Mitteltobelbach, Sacktobelbach und Ledertöbele links vom Klippern
- Leuebach links von der Öberlealpe (zwischen Klippern und Kanisfluh)

## Geologie
Während der Oberlauf von der Flyschzone und den weicheren Formationen des Helvetikums geprägt sind, durchbricht der Argenbach im Unterlauf eine Bank aus Jurakalk, die zur Kanisfluh gehört. Dadurch entsteht dort eine extrem enge, tief eingeschnittene Klamm.

## Verkehr
Durch das Damülsertal verläuft die L 51 Laternser Straße Rankweil – Laterns – Furkajoch – Oberdamülser Sattel – Damüls – Au. In Damüls zweigt die L 139 Faschina Straße über das Faschinajoch in das Großwalsertal nach Fontanella und Sonntag ab.